# 法泉寺 (井原市)
法泉寺（ほうせんじ）は、岡山県井原市にある曹洞宗の寺院。山号は長谷山（はせざん）。瀬戸内観音霊場第16番札所。

## 歴史
室町幕府申次衆で高越城主の伊勢盛定が古澗仁泉を招いて、永享2年（1430年）に創建した。盛定の息子の伊勢宗瑞（北条早雲）は幼少期に法泉寺にて学問を修めたとされ、宗瑞自身も改修・造営を行った。
備中伊勢氏の菩提寺であり、盛定および宗瑞の墓と伝えられる五輪の塔が境内にある。

## 前後の札所
瀬戸内観音霊場
15 千手院　-　16 法泉寺　-　17 泉勝院

## 交通アクセス
- 井原鉄道井原線井原駅および早雲の里荏原駅より車。
- 山陽自動車道・笠岡インターチェンジより北へ車で35分。